# Skörstorps socken
Skörstorps socken i Västergötland ingick i Vartofta härad, ingår sedan 1974 i Falköpings kommun och motsvarar från 2016 Skörstorps distrikt.
Socknens areal är 10,95 kvadratkilometer varav 10,93 land. År 2000 fanns här 84 invånare.  Kyrkbyn Skörstorp med sockenkyrkan Skörstorps kyrka ligger i socknen.

## Administrativ historik
Socknen har medeltida ursprung. 
Vid kommunreformen 1862 övergick socknens ansvar för de kyrkliga frågorna till Skörstorps församling och för de borgerliga frågorna bildades Skörstorps landskommun. Landskommunen uppgick 1952 i Dimbo landskommun som upplöstes 1974 då denna del uppgick i Falköpings kommun. Församlingen uppgick 2010 i Åslebygdens församling.
.
1 januari 2016 inrättades distriktet Skörstorp, med samma omfattning som församlingen hade 1999/2000.  
Socknen har tillhört län, fögderier, tingslag och domsagor enligt vad som beskrivs i artikeln Vartofta härad. De indelta soldaterna tillhörde Skaraborgs regemente och Västgöta regemente, Vartofta kompani.

## Geografi
Skörstorps socken ligger öster om Falköping med Gerumsberget i norr. Socknen är en odlingsbygd på Falbygden.

## Fornlämningar
Boplatser, sex gånggrifter och en hällkista från stenåldern är funna. Från brons- och järnåldern finns stensättningar. En offerkälla finns vid Klockaregården.

## Namnet
Namnet skrevs 1397 Sköristhorp och kommer från kyrkbyn. Efterleden innehåller torp, 'nybygge'. Förleden kan innehålla mansnamnet Skörir.